# لياه لابيل
لياه لابيل (بالإنجليزية: Leah LaBelle)‏ (و. 1986 – 2018 م) هي مغنية أمريكية، ولدت في تورونتو، بدأت مشوارها المهني سنة 2004، توفيت في إستوديو سيتي ‏، عن عمر يناهز 32 عاماً ، بسبب حادث مرور.

## التعليم
تعلمت في كلية باركلي للموسيقى، وتعلمت في Garfield High School (Seattle) ‏
.

## وصلات خارجية
- لياه لابيل في قاعدة بيانات الأفلام على الإنترنت